# Экспат (фильм)
«Экспат» (англ. Erased) — фильм режиссёра Филиппа Штелцля, в главной роли Аарон Экхарт. Премьера в России прошла 27 сентября 2012 года.
Съёмки проходили в Монреале и Бельгии.

## Сюжет
Фильм начинается с похищения секретных данных из архива ЦРУ, находящиеся на специальном контейнере. Сотрудник агентства Анна Брандт (Ольга Куриленко) в Лэнгли получает СМС о краже.
Антверпен, Бельгия. Главный герой — бывший агент ЦРУ Бен Логан  (Аарон Экхарт) живёт со своей 16-летней дочкой Эми (Лиана Либерато) и работает в офисе по проверке замков. В один из дней Бена рано отпускают с работы, но он всё равно задерживается и опаздывает на конкурс по фотографиям к своей дочери. В машине она говорит ему, что голодна, и Бен даёт ей по ошибке съесть печенье с арахисом, на который у Эми аллергия. У неё случается приступ и герои вынуждены провести ночь в больнице. 
Утром Бен едет в офис, однако не обнаруживает ни одного сотрудника. Бен звонит в компанию, но ему сообщают, что никогда не слышали о его работе и такого никогда не было. Вместе с Эми они едут в Брюссель, где находятся его директора. Он пытается доказать всю правду происходящего, но ему не верят. К тому же, у Логана исчезли все счета на электронной почте. Далее Бену в банке скрытно угрожает пистолетом его бывший коллега — Флойд. Затем во время поездки всех троих на автомобиле в указанном направлении киллером происходит стычка, из которой Логан выходит победителем. К месту прибывает полиция, но ему вместе с Эми удаётся скрыться.
Герои садятся на трамвай, где Бен смотрит карту Брюсселя. Используя зацепки, он решает ехать в морг, где покоится Мэй Линг (Дебби Вонг), с которой он работал. Тем временем Анна Брандт связывается с похитителем контейнера — агентом Дереком Кохлером (Нил Напье). Анна пытается договориться с ним, однако тот отказывается разговаривать. С помощью хитрости ему удаётся обмануть систему распознавания лиц и открыть контейнер. Бен и Эми прибывают в морг, где Логану удаётся уговорить показать тело. После он замечает ещё одного коллегу — Уолтера. Герой пытается уйти вместе с Эми, однако ему приходится вступить в схватку с киллером. Заканчивается она смертью злодея и огнестрельным ранением Эми в руку. Бен обрабатывает ей рану и они уходят. По пути Логан рассказывает Эми, что в прошлом он был агентом ЦРУ.
Бен с Эми заходят в ресторан. Логан говорит дочери, что им надо найти убежище. Она звонит своему другу — арабу Набилу и тот обещает, что поможет с жильём. Их подбирает брат Набила на автомобиле, и после уговоров соглашается им помочь. Он отвозит героев в дом, где Бену вместе с Эми дают вещи и после доставляет героев в дом для арабских беженцев. Его хозяйка первоначально отказывается, но потом разрешает Бену с дочерью остановиться на несколько дней. 
Анна Брандт прибывает в Брюссель на встречу со своим боссом — Марти Браймером (Дэвид Барк-Джонс). В ходе их разговора выясняется, что Анна и Марти являются агентами корпорации «Хэлгейт Групп», которой руководит пожилой Джеймс Хэлгейт III (Гаррик Хэгон). Дело в том, что корабль компании Хэлгейта перевозил оружие повстанцам в Африке, однако потонул и теперь семья погибших подала на Джеймса в суд. Анна рассказывает Браймеру про Бена Логана, на которого ведётся охота, так как он может разоблачить компанию. Брандт просит воспользоваться её помощью в поисках Бена, так как они были знакомы, но Марти приказывает ей найти Кохлера. 
Бен Логан решает начать своё расследование. По зацепкам он едет в отель вместе с Эми, где укрывается Кохлер. Эми остаётся в фойе, а Логан находит Кохлера в отеле  и жестоко пытает его. В это же время прибывает в отель и Анна вместе с оперативниками, дабы захватить Дерека. Эми понимает, что её отец в опасности и включает пожарную сигнализацию, тем самым задержав Анну. Бен пытается узнать информацию о контейнере, однако Кохлер совершает самоубийство. В этот момент появляется Эми и вместе с отцом они убегают. На парковке Логан встречает Анну, и угрожает её убить, если та не расскажет всю суть происходящего. Брандт рассказывает, что весь офис, в котором работал Бен, был выдумкой, всё это время вся его жизнь была подстроена ЦРУ. Теперь его приказывают убрать, так как Бен может раскрыть компанию Хэлгейта. Бен вместе с Эми уезжает на автомобиле. Эми требует, чтобы он всё рассказал ей. Логан рассказывает, что был киллером, который заметал следы для ЦРУ. Но однажды он не выполнил задания и был вынужден бежать в Бельгию. Однако его ошибка и заставила их с Эми впутаться в эту историю. Эми злится на отца и сбегает.
Героиня бежит в их с Беном убежище, где её похищает уже ждавший там киллер Мейтленд (Эрик Гордон). Бен прибывает на место слишком поздно и обнаруживает там лишь вещи Эми и убитого жильца. Жильцы считают во всём виновным Бена, и ему приходится уйти. Герой встречает Набила, который говорит, что его брата убили и требует от Бена объяснений. Логан рассказывает ему о похищении Эми и предлагает помочь в расследовании. Бен встречается с Анной в поезде и припоминает их первую встречу в Сомали. Логан говорит подруге, что она неправильно делает, что работает на Хелгейта и просит помочь спасти дочь. Заполучив документы из контейнера, Логан решает обменять их на Эми. Ночью на него нападают киллеры, которых послал к нему Хелгейт, но он с лёгкостью их убивает.
Анна Брандт едет на встречу с Джеймсом. Браймер пытается отговорить её, но Анна его не слушает. Она обманом пытается забрать Эми от Хэлгейта, однако её серьёзно ранит ножом Мейтленд, спрятавшийся в машине. Эми пытается убежать, но киллер ловит её.
Бен Логан создаёт в чемодане для Хэлгейта взрывчатку и идёт с ним на встречу на площадь. На площади Логан встречает Джеймса и Марти. Он узнаёт о смерти Анны, после чего киллер приводит Эми. Бен отдаёт Хэлгейту чемодан, однако Марти сообщает, что их уговор изменился и теперь Бен должен работать на них ради безопасности дочери. Бен прощается с Эми и даёт ей деньги и паспорт, чтобы она могла улететь в США, после чего её забирает Набил на мопеде. Джеймс и Марти садятся в автомобиль, а Логан во второй — с киллером. Внезапно Бен просит передать Хэлгейту документ, который он забыл положить в чемодан. Мейтленд отправляется ко второму автомобилю, а Логан остаётся один. Хэлгейт открывает чемодан, взрывчатка срабатывает и происходит взрыв, в котором погибают Браймер, Хэлгейт, Мейтленд и телохранители. 
Эми прибывает в аэропорт и готовится улететь. В этот момент появляется Бен и они обнимаются.

## В ролях
| Актёр           | Роль               |
| --------------- | ------------------ |
| Аарон Экхарт    | Бен Логан          |
| Ольга Куриленко | Анна Брандт        |
| Лиана Либерато  | Эми Логан          |
| Кейт Линдер     | директор Гиббинс   |
| Гаррик Хэгон    | Джеймс Хэлгейт III |
| Эрик Годон      | Мейтленд           |